# Grenzach-Wyhlen
Grenzach-Wyhlen è un comune tedesco di 13 800 abitanti, situato nel land del Baden-Württemberg.

## Monumenti e luoghi d'interesse
A Grenzach-Wyhlen sono presenti i resti e i reperti archeologici di una villa Romana, chiamata Römervilla.
I resti e alcuni reperti ritrovati in loco vengono conservati nell'omonimo museo, ampiamente ristrutturato nel 2011.
Fonte: comune di Grenzach-Wyhlen.

## Amministrazione

### Gemellaggi
Grenzach-Wyhlen è gemellata con:
- Pietrasanta
- Écaussinnes

Fonte:comune di Grenzach-Wyhlen.